# Grande synagogue d'Edirne
 (octobre 2023).
Si vous disposez d'ouvrages ou d'articles de référence ou si vous connaissez des sites web de qualité traitant du thème abordé ici, merci de compléter l'article en donnant les références utiles à sa vérifiabilité et en les liant à la section « Notes et références ».
La Grande synagogue d'Edirne (en hébreu : Kal Kadosh ha-Gadol, en turc : Edirne Büyük Sinagogu) est une synagogue séfarade située à Edirne en Turquie.
Sa construction est autorisée par l'édit du 6 janvier 1906, dans le quartier où se trouvent la synagogue Mayor et la synagogue Apulya, à la place des 14 synagogues qui sont complètement détruites lors du grand incendie ayant éclaté en août 1905 à Edirne. Elle est construite par l'architecte français France Depre et construite par Kal Kados ha Godal. Elle est ouverte au culte en 1907 sous ce nom. La construction de la synagogue est couverte par l'argent collecté auprès de la communauté de la ville ainsi qu'en Russie et dans différents pays d'Europe, notamment en Allemagne et en Hongrie. Le bâtiment, décrit par Ersin Alok et Emili Mitrani comme la plus grande synagogue des Balkans et la troisième en Europe, a été activement utilisée jusque dans les années 1960, lorsque la communauté était importante à Edirne. Elle rouvre le 26 mars 2015 après 5 années de rénovation.